# Conus proximus
Conus proximus é uma espécie de gastrópode do gênero Conus, pertencente à família Conidae.

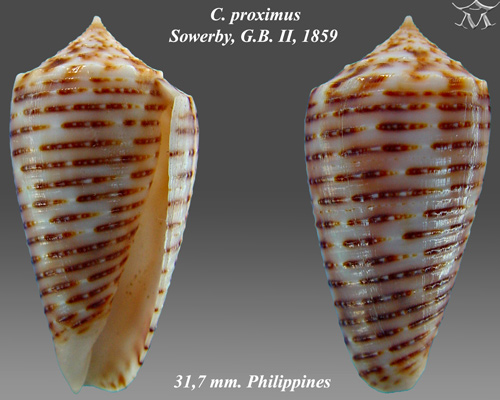
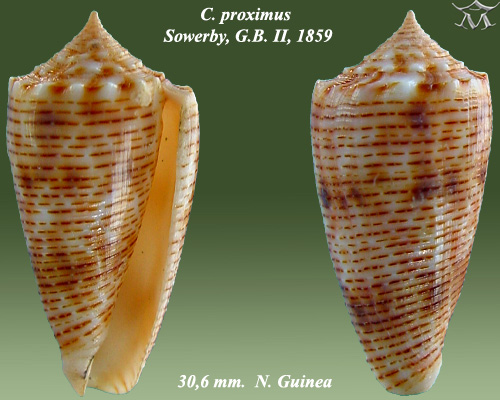